# Campeonato de Primera División B 1986 (Argentina)
El Torneo Apertura 1986 de la Primera División B fue la quincuagésima tercera temporada y la última de esta división como segunda categoría. Se jugó entre el 1 de febrero y el 24 de junio, y fue implementado para establecer la clasificación de los 20 equipos participantes, con vistas a la conformación del Campeonato Nacional B 1986-87, recientemente creado por la Asociación del Fútbol Argentino con la finalidad de incorporar regularmente a los equipos indirectamente afiliados a los campeonatos oficiales, por medio de un sistema de ascensos y descensos. 
A este torneo se incorporaron Defensa y Justicia y Deportivo Armenio, tras haber ganado el ascenso en el Campeonato de Primera C de 1985.
El torneo tuvo siete equipos que accedieron al Nacional B, mientras que Deportivo Italiano ganó el Torneo octogonal y ascendió a Primera División, tras empatar en el partido desempate y vencer en los penales a Huracán, quien descendió por primera vez en la historia a la segunda categoría, después de  72 años militando en la categoría superior.
El octogonal fue disputado con el objetivo de llevar a 20 el número de equipos de Primera, y brindaba dos escenarios: por un lado, otorgar la posibilidad de un tercer ascenso que se sumaría a los ya determinados a través del Campeonato de Primera B 1985, y por el otro, darle la chance al segundo peor promedio del Campeonato de Primera División 1985-86 de mantener la categoría.
Cabe destacar que los equipos que habían obtenido el ascenso a Primera División en la temporada anterior,Rosario Central y Racing Club, estuvieron seis meses sin jugar, dado que se estaba disputando el Campeonato de Primera División 1985-86 al momento de obtener el ascenso.
Por último, los doce equipos restantes que no lograron clasificar al Nacional B se mantuvieron en la categoría, con lo cual quedaron relegados, ya que la Primera B pasó a ser la tercera categoría para los clubes directamente afiliados.

## Ascensos y descensos
| Descendidos de la Primera División 1985 |
| --------------------------------------- |
| No hubo                                 |

| Posición  | Ascendidos a la Primera División 1986-87 |
| --------- | ---------------------------------------- |
| Campeón   | Rosario Central                          |
| Gan. red. | Racing Club                              |

| Posición  | Ascendidos de la Primera C 1985 |
| --------- | ------------------------------- |
| Campeón   | Defensa y Justicia              |
| Gan. red. | Deportivo Armenio               |

| Posición | Descendidos a la Primera C 1986 |
| -------- | ------------------------------- |
| 21.º     | Sarmiento de Junín              |
| 22.º     | Talleres (RE)                   |

- De esta manera el número de participantes se redujo a 20 equipos.

## Equipos participantes
| Equipo                 | Ciudad              | Estadio                       | Capacidad |
| ---------------------- | ------------------- | ----------------------------- | --------- |
| All Boys               | Buenos Aires        | Islas Malvinas                | 12.000    |
| Almirante Brown        | Isidro Casanova     | Fragata Presidente Sarmiento  | 25.000    |
| Argentino              | Rosario             | José Martín Olaeta            | 6.800     |
| Atlanta                | Buenos Aires        | Don León Kolbowsky            | 34.000    |
| Banfield               | Banfield            | Florencio Sola                | 27.000    |
| Colón                  | Santa Fe            | Brig. Gral. Estanislao Lopez  | 45.000    |
| Defensa y Justicia     | Florencio Varela    | Norberto Tomaghello           | 10.000    |
| Defensores de Belgrano | Buenos Aires        | Juan Pasquale                 | 9.000     |
| Deportivo Armenio      | Ingeniero Maschwitz | Juan Pasquale                 | 9.000     |
| Deportivo Italiano     | Florida             | Don León Kolbowsky            | 34.000    |
| Deportivo Morón        | Morón               | Francisco Urbano              | 19.000    |
| El Porvenir            | Gerli               | Enrique de Roberts            | 14.000    |
| Estudiantes            | Caseros             | Ciudad de Caseros             | 16.500    |
| Lanús                  | Lanús               | Ciudad de Lanús               | 47.000    |
| Los Andes              | Lomas de Zamora     | Eduardo Gallardón             | 36.000    |
| Nueva Chicago          | Buenos Aires        | Nueva Chicago                 | 25.000    |
| Quilmes                | Quilmes             | Guido y Sarmiento             | 30.000    |
| San Miguel             | San Miguel          | Malvinas Argentinas           | 6.800     |
| Tigre                  | Victoria            | José Dellagiovanna            | 26.282    |
| Villa Dálmine          | Campana             | El Coliseo de Mitre y Puccini | 12.000    |

### Distribución geográfica de los equipos
| Región                                   | Cant. | Equipos |
| ---------------------------------------- | ----- | --- |
| Conurbano bonaerense                     | 13    | Almirante Brown, Banfield, Defensa y Justicia, Deportivo Armenio, Deportivo Italiano, Deportivo Morón, El Porvenir, Estudiantes, Lanús, Los Andes, Quilmes, San Miguel, Tigre |
| Ciudad de Buenos Aires                   | 4     | All Boys, Atlanta, Defensores de Belgrano, Nueva Chicago |
| Interior de la provincia de Buenos Aires | 1     | Villa Dálmine |
| Provincia de Santa Fe                    | 2     | Argentino, Colón |

## Formato

### Competición
Los equipos fueron divididos en dos grupos de 10 integrantes cada uno, que jugaron entre sí dos ruedas ida y vuelta, por el sistema de todos contra todos, disputando cada equipo 18 partidos.

### Ascensos
Los cuatro primeros ubicados en la tabla final de cada grupo fueron promovidos al Nacional B, mientras que de estos ocho equipos en total los siete mejor clasificados jugaron el Torneo Reducido junto al anteúltimo equipo de la tabla de posiciones del torneo de Primera División para definir una plaza en dicha categoría, sumando 8 participantes que jugaron por eliminación directa, en cotejos de ida y vuelta. El ganador de este minitorneo participó del Campeonato de Primera División 1986-87, mientras que los otros quedaron en el Nacional B de la misma temporada.

### Descensos
Los seis últimos de cada grupo fueron relegados a la Primera B Metropolitana, a partir de ahí la tercera categoría para los clubes directamente afiliados.

## Grupo A

### Tabla de posiciones final
| Pos | Equipo                 | Pts | PJ | G  | E  | P  | GF | GC | DIF |
| --- | ---------------------- | --- | -- | -- | -- | -- | -- | -- | --- |
| 1º  | Los Andes              | 23  | 18 | 10 | 3  | 5  | 32 | 24 | 8   |
| 2º  | Deportivo Italiano     | 22  | 18 | 6  | 10 | 2  | 32 | 18 | 14  |
| 3º  | Defensa y Justicia     | 21  | 18 | 6  | 9  | 3  | 21 | 13 | 8   |
| 4º  | Lanús                  | 21  | 18 | 7  | 7  | 4  | 28 | 21 | 7   |
| 5º  | Deportivo Morón        | 19  | 18 | 7  | 5  | 6  | 28 | 25 | 3   |
| 6º  | Atlanta                | 19  | 18 | 7  | 5  | 6  | 22 | 21 | 1   |
| 7º  | Almirante Brown        | 17  | 18 | 6  | 5  | 7  | 23 | 33 | -10 |
| 8º  | Nueva Chicago          | 16  | 18 | 5  | 6  | 7  | 31 | 28 | 3   |
| 9º  | Defensores de Belgrano | 14  | 18 | 5  | 4  | 9  | 22 | 29 | -7  |
| 10º | Argentino de Rosario   | 8   | 18 | 2  | 4  | 12 | 8  | 35 | -27 |

|  |                                                                                               |
|  | Promovidos al Nacional B y clasificados al Torneo Octogonal por un lugar en Primera División. |
|  | Relegados a la Primera B Metropolitana.                                                       |

## Grupo B

### Tabla de posiciones final
| Pos | Equipo            | Pts | PJ | G | E | P  | GF | GC | DIF |
| --- | ----------------- | --- | -- | - | - | -- | -- | -- | --- |
| 1º  | Banfield          | 23  | 18 | 9 | 5 | 4  | 24 | 15 | 9   |
| 2º  | Tigre             | 23  | 18 | 8 | 7 | 3  | 19 | 13 | 6   |
| 3º  | Deportivo Armenio | 22  | 18 | 9 | 4 | 5  | 29 | 16 | 13  |
| 4º  | Colón             | 21  | 18 | 8 | 5 | 5  | 26 | 19 | 7   |
| 5º  | Estudiantes (BA)  | 18  | 18 | 6 | 6 | 6  | 21 | 25 | -4  |
| 6º  | El Porvenir       | 17  | 18 | 5 | 7 | 6  | 17 | 18 | -1  |
| 7º  | San Miguel        | 16  | 18 | 5 | 6 | 7  | 18 | 21 | -3  |
| 8º  | All Boys          | 15  | 18 | 4 | 7 | 7  | 17 | 21 | -4  |
| 9º  | Villa Dálmine     | 14  | 18 | 4 | 6 | 8  | 13 | 24 | -11 |
| 10º | Quilmes           | 11  | 18 | 3 | 5 | 10 | 16 | 28 | -12 |

|  |                                                                                               |
|  | Promovidos al Nacional B y clasificados al Torneo Octogonal por un lugar en Primera División. |
|  | Promovido al Nacional B.                                                                      |
|  | Relegados a la Primera B Metropolitana.                                                       |

## Torneo Reducido
A los siete mejor clasificados de este certamen, se agregó el Club Atlético Huracán, segundo peor promedio del Campeonato de Primera División 1985-86.

### Cuadro de desarrollo
|  | Cuartos de final | Cuartos de final   | Cuartos de final | Cuartos de final |   |           | Semifinales | Semifinales | Semifinales | Semifinales |  |         | Final   | Final | Final | Final | Final |  |
|  |                  |                    |                  |                  |   |           |             |             |             |             |  |         |         |       |       |       |       |  |
|  |                  |                    |                  |                  |   |           |             |             |             |             |  |         |         |       |       |       |       |  |
|  | 3B               | Armenio            | 0                | 2                |   |           |             |             |             |             |  |         |         |       |       |       |       |  |
|  | 3B               | Armenio            | 0                | 2                |   |           |             |             |             |             |  |         |         |       |       |       |       |  |
|  | 1A               | Los Andes (t.s.)   | 1                | 2                |   |           |             |             |             |             |  |         |         |       |       |       |       |  |
|  | 1A               | Los Andes (t.s.)   | 1                | 2                |   | Los Andes | Los Andes   | 0           | 1           |             |  |         |         |       |       |       |       |  |
|  |                  |                    |                  |                  |   | Los Andes | Los Andes   | 0           | 1           |             |  |         |         |       |       |       |       |  |
|  |                  |                    | Huracán          | Huracán          | 1 | 3         |             |             |             |             |  |         |         |       |       |       |       |  |
|  | M4               | Lanús              | Huracán          | Huracán          | 1 | 3         | 0           | 2           |             |             |  |         |         |       |       |       |       |  |
|  | M4               | Lanús              |                  |                  |   |           |             |             |             |             |  |         |         |       |       |       |       |  |
|  | 18.º             | Huracán            | 2                | 3                |   |           |             |             |             |             |  |         |         |       |       |       |       |  |
|  | 18.º             | Huracán            | 2                | 3                |   |           |             |             |             |             |  | Huracán | Huracán | 0     | 2     | 2     |       |  |
|  |                  |                    |                  |                  |   |           |             |             |             |             |  | Huracán | Huracán | 0     | 2     | 2     |       |  |
|  |                  |                    | Italiano (p.)    | Italiano (p.)    | 1 | 1         | 2           |             |             |             |  |         |         |       |       |       |       |  |
|  | 3A               | Defensa y Justicia | Italiano (p.)    | Italiano (p.)    | 1 | 1         | 2           | 0           | 2           |             |  |         |         |       |       |       |       |  |
|  | 3A               | Defensa y Justicia |                  |                  |   |           |             |             | 2           |             |  |         |         |       |       |       |       |  |
|  | 1B               | Banfield           | 2                | 2                |   |           |             |             |             |             |  |         |         |       |       |       |       |  |
|  | 1B               | Banfield           | 2                | 2                |   | Banfield  | Banfield    | 1           | 0           |             |  |         |         |       |       |       |       |  |
|  |                  |                    |                  |                  |   | Banfield  | Banfield    | 1           | 0           |             |  |         |         |       |       |       |       |  |
|  |                  |                    | Italiano (p.)    | Italiano (p.)    | 1 | 0         |             |             |             |             |  |         |         |       |       |       |       |  |
|  | 2A               | Italiano           | Italiano (p.)    | Italiano (p.)    | 1 | 0         | 2           | 2           |             |             |  |         |         |       |       |       |       |  |
|  | 2A               | Italiano           |                  |                  |   |           |             |             |             |             |  |         |         |       |       |       |       |  |
|  | 2B               | Tigre              | 0                | 1                |   |           |             |             |             |             |  |         |         |       |       |       |       |  |
|  | 2B               | Tigre              | 0                | 1                |   |           |             |             |             |             |  |         |         |       |       |       |       |  |
|  |                  |                    |                  |                  |   |           |             |             |             |             |  |         |         |       |       |       |       |  |

### Cuartos de final
| Cuarto de final 1  | Cuarto de final 1 | Cuarto de final 1  | Cuarto de final 1             | Cuarto de final 1 | Cuarto de final 1 |
| Equipo 1           | Resultado         | Equipo 2           | Estadio                       | Fecha             |                   |
| ------------------ | ----------------- | ------------------ | ----------------------------- | ----------------- | ----------------- |
| Tigre              | 0 - 2             | Deportivo Italiano | Monumental                    | 4 de junio        |                   |
| Deportivo Italiano | 2 - 1             | Tigre              | Arquitecto Ricardo Etcheverri | 7 de junio        |                   |

| Cuarto de final 2  | Cuarto de final 2 | Cuarto de final 2  | Cuarto de final 2 | Cuarto de final 2 | Cuarto de final 2 |
| Equipo 1           | Resultado         | Equipo 2           | Estadio           | Fecha             |                   |
| ------------------ | ----------------- | ------------------ | ----------------- | ----------------- | ----------------- |
| Banfield           | 2 - 0             | Defensa y Justicia | Atlanta           | 4 de junio        |                   |
| Defensa y Justicia | 2 - 2             | Banfield           | La Doble Visera   | 7 de junio        |                   |

| Cuarto de final 3 | Cuarto de final 3 | Cuarto de final 3 | Cuarto de final 3 | Cuarto de final 3 | Cuarto de final 3 |
| Equipo 1          | Resultado         | Equipo 2          | Estadio           | Fecha             |                   |
| ----------------- | ----------------- | ----------------- | ----------------- | ----------------- | ----------------- |
| Los Andes         | 1 - 0             | Deportivo Armenio | La Doble Visera   | 4 de junio        |                   |
| Deportivo Armenio | 2 - 2 (t.s.)      | Los Andes         | Atlanta           | 7 de junio        |                   |

| Cuarto de final 4 | Cuarto de final 4 | Cuarto de final 4 | Cuarto de final 4             | Cuarto de final 4 | Cuarto de final 4 |
| Equipo 1          | Resultado         | Equipo 2          | Estadio                       | Fecha             |                   |
| ----------------- | ----------------- | ----------------- | ----------------------------- | ----------------- | ----------------- |
| Huracán           | 2 - 0             | Lanús             | Arquitecto Ricardo Etcheverri | 4 de junio        |                   |
| Lanús             | 2 - 3             | Huracán           | Monumental                    | 7 de junio        |                   |

### Semifinales
| Semifinal 1        | Semifinal 1       | Semifinal 1        | Semifinal 1                   | Semifinal 1 | Semifinal 1 |
| Equipo 1           | Resultado         | Equipo 2           | Estadio                       | Fecha       |             |
| ------------------ | ----------------- | ------------------ | ----------------------------- | ----------- | ----------- |
| Deportivo Italiano | 1 - 1             | Banfield           | Arquitecto Ricardo Etcheverri | 11 de junio |             |
| Banfield           | 0 - 0 (3 - 4) (p) | Deportivo Italiano | José Amalfitani               | 14 de junio |             |

| Semifinal 2 | Semifinal 2 | Semifinal 2 | Semifinal 2     | Semifinal 2 | Semifinal 2 |
| Equipo 1    | Resultado   | Equipo 2    | Estadio         | Fecha       |             |
| ----------- | ----------- | ----------- | --------------- | ----------- | ----------- |
| Huracán     | 1 - 0       | Los Andes   | José Amalfitani | 11 de junio |             |
| Los Andes   | 1 - 3       | Huracán     | La Doble Visera | 14 de junio |             |

### Final
| Final              | Final     | Final              | Final                         | Final       | Final |
| Equipo 1           | Resultado | Equipo 2           | Estadio                       | Fecha       |       |
| ------------------ | --------- | ------------------ | ----------------------------- | ----------- | ----- |
| Deportivo Italiano | 1 - 0     | Huracán            | Arquitecto Ricardo Etcheverri | 18 de junio |       |
| Huracán            | 2 - 1     | Deportivo Italiano | José Amalfitani               | 21 de junio |       |

| Desempate                                                                            | Desempate         | Desempate | Desempate       | Desempate   | Desempate |
| Equipo 1                                                                             | Resultado         | Equipo 2  | Estadio         | Fecha       |           |
| ------------------------------------------------------------------------------------ | ----------------- | --------- | --------------- | ----------- | --------- |
| Deportivo Italiano                                                                   | 2 - 2 (4 - 2) (p) | Huracán   | José Amalfitani | 24 de junio |           |
| Deportivo Italiano ascendió a la Primera División Huracán fue relegado al Nacional B |                   |           |                 |             |           |

## Goleador
| Jugador              | Jugador       | Goles | Equipo        |
| -------------------- | ------------- | ----- | ------------- |
| Bandera de Argentina | Héctor Scotta | 14    | Nueva Chicago |